# Francesco Janich
Francesco Janich (26. březen 1937, Udine, Italské království – 2. prosinec 2019, Nemi, Itálie) byl italský fotbalový obránce.
Fotbalovou kariéru začal v roce 1956 v Atalantě. Po dvou letech jej koupilo Lazio se kterým vyhrál první poválečný turnaj o domácí pohár. V roce 1961 odešel do Boloně, kde zůstal dalších 11 let. Za tuhle dobu získal jeden titul a to v sezoně 1963/64 a také jedno vítězství o Středoevropský pohár 1961. Když v roce 1972 v Boloni skončil byl hráčem, který měl nejvíce odehraných utkání v nejvyšší lize (425). Ve své dlouhé kariéře nebyl nikdy vyloučen. Kariéru ukončil v roce 1973 v třetiligovém klubu Lucchese.
Za reprezentaci odehrál 6 utkání a zúčastnil se dvou turnajů na MS (1962, 1966).
Po skončení fotbalové kariéry se stal manažerem. Byl generálním manažerem Neapole ve dvou období (1972–1976, 1978–1980). Mezi tím byl v Comu. Působil i v Triestině a v Bari.

## Hráčská statistika
| Sezóna  | Klub     | Liga    | Liga   | Liga | Ligové poháry | Ligové poháry | Ligové poháry | Kontinentální poháry | Kontinentální poháry | Kontinentální poháry | Celkem | Celkem |
| Sezóna  | Klub     | Soutěž  | Zápasy | Góly | Soutěž        | Zápasy        | Góly          | Soutěž               | Zápasy               | Góly                 | Zápasy | Góly   |
| ------- | -------- | ------- | ------ | ---- | ------------- | ------------- | ------------- | -------------------- | -------------------- | -------------------- | ------ | ------ |
| 1956/57 | Atalanta | Serie A | 6      | 0    | -             | 0             | 0             | -                    | 0                    | 0                    | 6      | 0      |
| 1957/58 | Atalanta | Serie A | 32     | 1    | IP            | 0             | 0             | -                    | 0                    | 0                    | 32     | 1      |
| 1958    | Lazio    | Serie A | 0      | 0    | IP            | 3             | 0             | -                    | 0                    | 0                    | 3      | 0      |
| 1958/59 | Lazio    | Serie A | 32     | 0    | IP            | 1             | 0             | -                    | 0                    | 0                    | 33     | 0      |
| 1959/60 | Lazio    | Serie A | 33     | 0    | IP            | 4             | 0             | -                    | 0                    | 0                    | 37     | 0      |
| 1960/61 | Lazio    | Serie A | 28     | 0    | IP            | 2             | 0             | -                    | 0                    | 0                    | 30     | 0      |
| 1961/62 | Bologna  | Serie A | 33     | 0    | IP            | 0             | 0             | Stř.P                | 3                    | 0                    | 36     | 0      |
| 1962/63 | Bologna  | Serie A | 32     | 1    | IP            | 0             | 0             | Stř.P                | 1                    | 0                    | 33     | 1      |
| 1963/64 | Bologna  | Serie A | 35     | 0    | IP            | 1             | 0             | -                    | 0                    | 0                    | 36     | 0      |
| 1964/65 | Bologna  | Serie A | 29     | 0    | IP            | 1             | 0             | PMEZ                 | 3                    | 0                    | 33     | 0      |
| 1965/66 | Bologna  | Serie A | 34     | 0    | IP            | 1             | 0             | -                    | 0                    | 0                    | 35     | 0      |
| 1966/67 | Bologna  | Serie A | 31     | 0    | IP            | 0             | 0             | Vel.P                | 8                    | 0                    | 39     | 0      |
| 1967/68 | Bologna  | Serie A | 25     | 0    | IP            | 9             | 0             | Vel.P                | 6                    | 0                    | 40     | 0      |
| 1968/69 | Bologna  | Serie A | 18     | 0    | IP            | 3             | 0             | Vel.P                | 4                    | 0                    | 25     | 0      |
| 1969/70 | Bologna  | Serie A | 21     | 0    | IP            | 12            | 0             | -                    | 0                    | 0                    | 33     | 0      |
| 1970/71 | Bologna  | Serie A | 16     | 0    | IP            | 2             | 0             | PVP                  | 2                    | 0                    | 20     | 0      |
| 1971/72 | Bologna  | Serie A | 21     | 0    | IP            | 6             | 0             | -                    | 0                    | 0                    | 27     | 0      |
| 1972/73 | Lucchese | Serie C | 23     | 0    | -             | 0             | 0             | -                    | 0                    | 0                    | 23     | 0      |
| Celkem  | Celkem   | Celkem  | 449    | 2    | -             | 45            | 0             | -                    | 27                   | 0                    | 521    | 2      |

## Hráčské úspěchy

### Klubové
- 1× vítěz italské ligy (1963/64)
- 2× vítěz italského poháru (1958, 1969/70)
- 1× vítěz středoevropského poháru (1961)

### Reprezentační
- 2× na MS (1962, 1966)